# ستايسي كورتيس
ستايسي كورتيس (بالإنجليزية: Stacy Curtis)‏ هو رسام كارتون أمريكي، ولد في 1972.